# Clavulina brunneocinerea
Clavulina brunneocinerea é uma espécie de fungo pertencente à família Clavulinaceae.